# Trebsen/Mulde
Trebsen/Mulde är en stad i Landkreis Leipzig i förbundslandet Sachsen i Tyskland. Staden har cirka 3 800 invånare. Trebsen är en av fyra ortsteil i staden.
Trebsens slott, som byggdes om i sengotisk stil runt 1500, kommer av en borg med vattenfylld vallgrav som först nämndes 991.